# 2016년 다바오 폭탄 테러
2016년 다바오 폭탄 테러는 2016년 9월 2일 필리핀 다바오의 한 야시장에서 폭탄이 터져 15명이 사망하고 71명이 부상당한 사건이다. 아부 사야프에 의한 테러로 알려졌으나, 아부 사야프는 이 사건에 대해 부인하고 있다.

## 같이 보기
- 아부 사야프